# Гейдик
Гейдик (пол. Hejdyk, нім. Heidik) — село в Польщі, у гміні Піш Піського повіту Вармінсько-Мазурського воєводства.
Населення — 263 особи (2011).

## Демографія
Демографічна структура станом на 31 березня 2011 року:
|          | Загалом | Допрацездатний вік | Працездатний вік | Постпрацездатний вік |
| -------- | ------- | ------------------ | ---------------- | -------------------- |
| Чоловіки | 137     | 39                 | 87               | 11                   |
| Жінки    | 126     | 36                 | 67               | 23                   |
| Разом    | 263     | 75                 | 154              | 34                   |